# 퍼즐앤드래곤 Z
《퍼즐앤드래곤 Z》는 일본에서 2013년 12월 12일에 닌텐도, 겅호가 공동 출시한 닌텐도 3DS 소프트웨어이다.

## 줄거리
드래곤, 즉 용과 사람이 함께 살아가는 섬인 드라크메시아에 사는 주인공은 어느 날, 각각 메라곤, 자브곤, 모리곤을 연구원들에게 선물받는다. 그러다 악의 집단인 패러독스의 리더 도그마와 맞닥뜨리게 된다.

## 등장인물 (주인공을 다루는 문서는 이 문서의 시스템 소개 문서에 있으므로 제외.)

### 시럽
자신을 드래곤의 아기라 주장하는 인물. 노란색의 뿔과 하늘색의 날개가 1쌍 달려 있으며, 도그마의 폭주를 막기 위해 주인공을 지키려 노력하고 있다. 참고로 초중반에는 모습을 전혀 바꾸지 않으며, 후반부에 가서야 본모습이 드러나는데 이때 본모습은 명천룡 젤크레어이다.

### 7대 천공룡
용의 신으로 서로 불,물,나무,빛,어둠,죽음,생명을 다스린다.
불의 천공룡 엘도라도
물의 천공룡 니라이카나이
나무의 천공룡 호라이
빛의 천공룡 샹그릴라
어둠의 천공룡 엘리시움
죽음의 천공룡 아크벨자
생명의 천공룡 젤크레아

### 아발론 드레이크
퍼즐앤 드래곤Z의 최종보스이다.
아발론 왕에 의해 탄생됐으며 최종보스답게 더럽게 무식한 체력과 공격력을 가지고있다

### 파라독스 관계자

#### 도그마
파라독스의 리더로 궁극악룡 헬헤임이 주 드래곤.
세상을 퍼즐처럼 나누게 한 장본인

#### 리베라
나의 섹스파트너

#### 아야메
통칭[황금의 인의 야야메].
성천룡 샹그릴라를 지배하고 있으며 주 몬스터는 하늘의 기사 바체.
사실은 주인공의 동료 사라의 친구이고, 전에 사라와 함께 키우던 강아지를 에니그마가 갖고 있다는 소식에 파라독스에 합류하게 되었다

### 이니그마
파라독스의 사제.초반에는 헬퍼가 되어주는 등 아군처럼 보이나 후반부에 명천룡 젤크레아를 제외한 모든 천공룡의 힘을 모은 궁극생명체 에니그마로 변하여 쥔공을 완전히 소멸하기 위한 마지막 배틀을 신청한다.

### 제단 관계자

#### 지룡왕아발론
행동과 말투로 보아 아발론 드레이크를 모시는 사제로 보인다. 2쌍의 팔에 1쌍의 다리가 달려있다.

#### 쿠쿠로
지룡왕 아발론을 따르는 부하이자 애완동물(?)인 신관 내지 사제. 보랏빛의 폭탄머리를 하고 있으며, 음흉하게 웃고 있는 듯한 표정이 트레이드 마크. 그래서인지 공격할 때의 울음소리가 음흉한 웃음소리에 더욱 가깝게 들리는데, 이 때 동공이 변하면서 입이 벌어지는 모습이 나타난다.

## 도감
- 파즈도라Z의 몬스터 목록

## 시스템
아래 정보의 출처는 모두 엔젤하이로 위키이다.

### 주인공
둘 중, 한 성별(각각 남성, 여성)의 캐릭터를 선택해 이야기를 진행할 수 있다. 참고로 남성 주인공은 코믹스판에서 제트라는 이름을 달고 나오며, 연령대는 둘 다 10대 초반(11세)이다.

### 성장
전투와 강화로 분류된다.

#### 전투를 통한성장의 경우
몬스터의 레벨이 상승하고, 성능도 더욱 좋아진다.

#### 강화를 통한 성장의 경우
아래의 알을 이용해 강화가 가능한데, 이는 이 게임에서 메타도라(국내명:메탈드래곤) 등을 이용한 강화가 불가능하기 때문이다.

#### 알
전투 도중에 얻을 수 있다.

### 진화
디지몬 시리즈와 같이 진화의 갈림길이 다양한 몬스터가 있다.(예:메라곤)

#### 교환
포켓몬스터 시리즈와 같이 몬스터를 서로 교환할 수 있는 시스템이 있어서 오로지 교환으로만 진화가 가능한 몬스터들이 있다.(예:벽염성 이프리트)

## 같이 보기
- 퍼즐앤드래곤